# Prothalamion

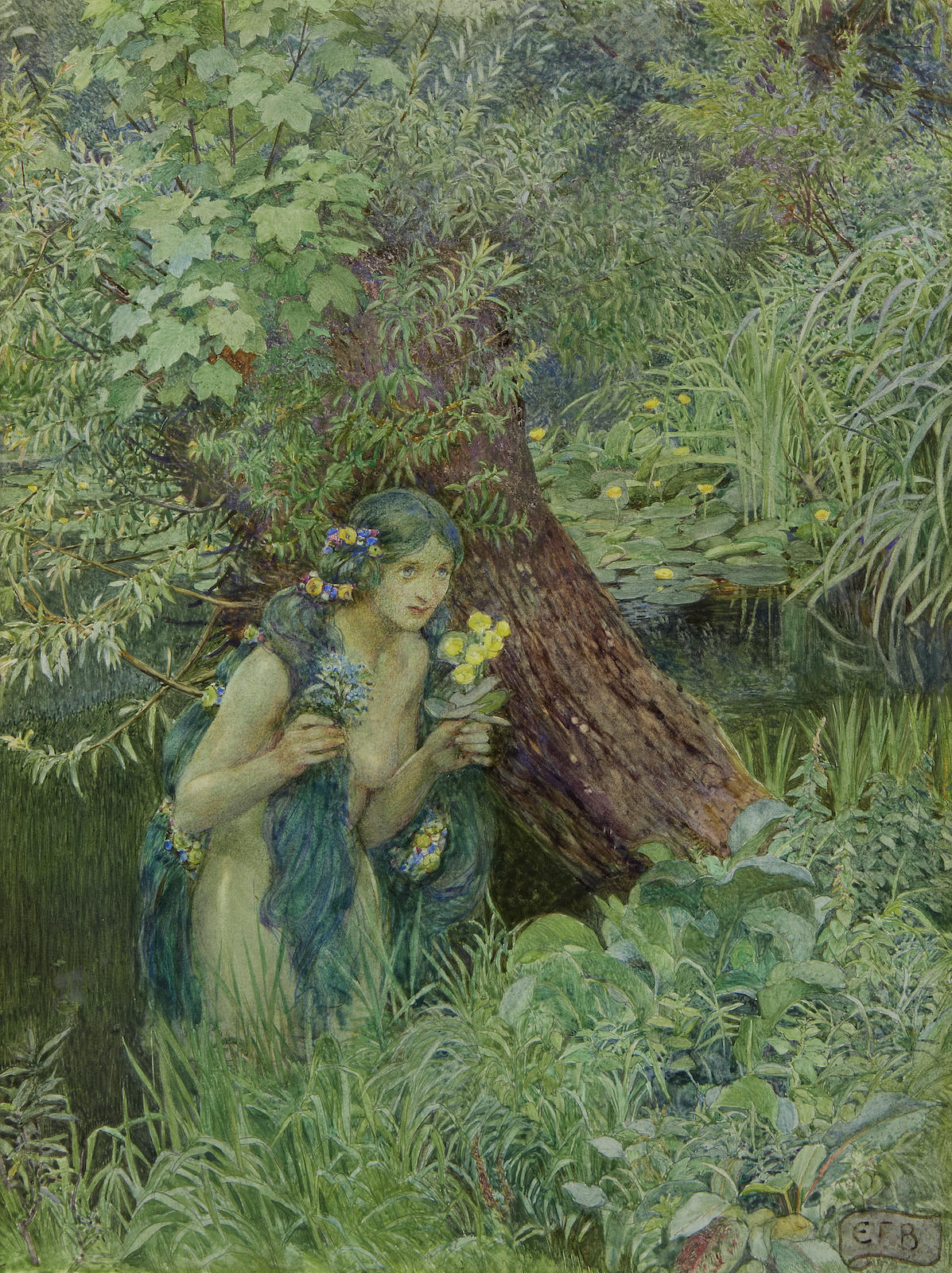
Ілюстрація від Елеанор Фортескью-Брікдейл

A Spousall Verse in Honour of the Double Marriage of Ladie Elizabeth and Ladie Katherine Somerset, або суспільно визнаніша назва Prothalamion, - поема Едмунда Спенсера (1552-1599), однієї з значних поетів епохи Тюдорів Англії. Опубліковане в 1596,  являє собою шлюбну пісню, яку він склав у тому ж році з нагоди одруження дочок графа Вустера, Елізабет Сомерсет і Кетрін Сомерсет, з сером Генрі Гілфордом і Вільямом Петре, 2-м бароном Петре, відповідно.

Твір написаний у звичайній формі шлюбної пісні, де розповідь починається з опису річки Темзи, де Спенсер знаходить двох прекрасних дів. Далі поет вихваляє їх і бажає їм усіх благ у шлюбі. Поема починається з прекрасного опису дня, коли він пише поему:
Calm was the day and through the trembling air

The sweet breathing Zephyrus did softly play.
Поет стоїть біля річки Темзи та бачить групу німф із кошиками, що збирають квіти для нових наречених. Поет розповідає, що вони з радістю роблять корони для Єлизавети та Кетрін. Далі у своєму вірші він описує двох лебедів на Темзі, пов'язуючи це з міфом про Йова та Леду. Відповідно до міфу, Іов закохується в Льоду і приходить доглядати її у вигляді прекрасного лебедя. Поет вважає, що Темза справедливо виконала його шлюбну пісню, " тихо струмуючи " відповідно до його проханням: " Солодка Темза тихо тече, доки закінчу свою пісню " . Вірш часто поєднують із поемою Спенсера про його власний шлюб "Епіталаміон".
Британський поет американського походження Т. С. Еліот цитує рядок "Міла Темза, біжи тихо, поки я не закінчу свою пісню" у своїй поемі 1922 "Порожня земля". Англійський композитор Джордж Дайсон (1883-1964) поклав слова з "Проталаміона" на музику у своїй кантаті 1954 року "Солодка Темза біжить м'яко".